# 程昌期
程昌期（?—1795年），字闌翘，號階平，安徽歙縣人。清朝經學家、官員。
程昌期為乾隆四十五年（1790年）庚子恩科汪如洋榜一甲第三名進士（探花），授翰林院編修，官至侍讀學士，入直上书房。精於經學，尤諳礼制，朝廷有大典即向其咨詢。曹振镛与程昌期同乡，又是同年，二人亲如手足。乾隆五十一年，程昌期任顺天乡试同考官。乾隆五十四年，出任浙江乡试副考官。乾隆六十年（1795年）卒於山东学政任所。著有《周礼义疏约贯》十卷、《安玩堂诗文集》二十卷。有子程恩澤。